# MTS (grupo)
MTS é um projeto de eurodance formado no Canadá. São considerados one hit wonder, pois seu single "I'll Be Allright", foi a única canção do projeto que obteve sucesso, alcançando a 1ª posição da parada dance do Canadá. Nos Estados Unidos, a canção alcançou a posição #102 na Bubbling Under Hot 100 Singles. O projeto era formado por Thomas Henry "Tom" Delaney, Daphne e Joanne
Em 1997 lançaram um álbum de estúdio, e mais um single foi lançado, mas não obteve sucesso. Isso culminou no fim do projeto.